# Obervieland
Obervieland (plattdeutsch Övervieland) ist ein Stadtteil von Bremen und gehört zum Stadtbezirk Süd.

## Geografie und Ortsteile
Obervieland befindet sich an der linken Seite der Weser im Süden der Stadt.
Die benachbarten Ortsteile sind rechts an der Weser die Östliche Vorstadt und links an der Weser die westlich gelegene Neustadt.

### Habenhausen
Fläche: 5,09 km², 8.064 Einwohner (1.584 Einwohner je km²)
Habenhausen, plattdeutsch Hobenhusen (mit Betonung auf dem „o“), wurde 1124 erstmals schriftlich erwähnt. Der Dorfkern wurde durch etliche Neubaugebiete erweitert, die ersten davon 1920–1930. Im Südwesten befinden sich jetzt Verbrauchermärkte und anderes Gewerbe. Der Autobahnzubringer Arsten bildet die südliche Grenze.

### Arsten
Fläche: 4,66 km², 10.244 Einwohner (2.198 Einwohner je km²)
Arsten (plattdeutsch Oorßen) ist das alte Kirchdorf Obervielands. Der Dorfkern mit der romanischen St.-Johannes-Kirche (um 1250 erbaut, 1899 umgebaut) ist erhalten.  Westlich, bei der hier in Form einer Stadtbahn geführten BSAG-Linie 4, gehört Arsten-West mit dazu, eines der jüngeren Neubaugebiete Bremens. In Arsten befindet sich die Autobahnauffahrt Bremen-Arsten. Im Süden liegt die neue Grünanlage Arsten Süd-West. Bedeutsam ist die Arster Heerstraße, an welcher der Gasthof Zur Börse steht.
Ahlken
Ahlken (im 13./14, Jh. Alcuen, Alken, Alleken, vermutlich der Name des ersten Siedlers) war jahrhundertelang ein eigenes Dorf südlich von Arsten, das 1813 um 373 Einwohner hatte. Die Ahlker Dorfstraße erinnert noch daran. Der Ortskern ging bruchlos in Arsten über und die Feldmarken waren miteinander verzahnt. So ist Ahlken im Ortsteil Arsten mit aufgegangen.

### Kattenturm
Fläche: 3,27 km², 13.373 Einwohner (4.090 Einwohner je km²)
Kattenturm ist der bevölkerungsreichste Ortsteil des Stadtteils Obervieland. Westlich wird es vom Flughafen begrenzt, nördlich vom Autobahnzubringer Arsten.
Der Name stammt von einem nicht mehr vorhandenen Wachturm, zeitweise sogar kleinem Fort, das den Übergang der Landstraße nach Syke über die Ochtum sicherte, die hier bis heute die Grenze des Bremer Gebietes bildet. Allerdings stand dieser Kattenthorn im heutigen Ortsteil Kattenesch.
Die denkmalgeschützte Focke-Wulf-Siedlung mit 39 Wohnhäusern stammt von 1939 bis 1941, 1955 wurde die St.-Markus-Kirche errichtet, in den 1960er Jahren eine Großwohnsiedlung mit mehreren Hochhäusern und 1968 das Klinikum Links der Weser (LdW).
In dem Ortsteil liegt das Zentrum des Stadtteils Obervieland, mit der Fußgängerzone Gorsemannstraße, an der sich das Ortsamt befindet, und einem Schulzentrum.

### Kattenesch
Fläche: 1,25 km², 5.422 Einwohner (4.337 Einwohner je km²)
Kattenesch schließt sich südlich an Kattenturm an. Es ist hauptsächlich mit Reihen- und freistehenden Häusern bebaut. Der Ortsteil liegt an der Ochtum, welche hier die südliche Landesgrenze zwischen Bremen und Niedersachsen (Gemeinde Stuhr) bildet. Die Wohnsiedlungen werden südlich von der Autobahn 1, bzw. deren Lärmschutzwall, begrenzt. Westlich trennt ein Kleingartengebiet sie vom Flughafen. Der Kattenescher Weg ist eine Erschließungsstraße des alten Ortskernes.
Zunächst wurde nur der westliche Teil bebaut. Der östliche Teil war vor dem Bau der Alfred-Faust-Straße und ihrer Nebenstraßen 1976 noch landwirtschaftlich genutzt.

## Geschichte

### Name
Das Vieland leitet seinen Namen ab von niederdeutsch Vie und das bedeutete flaches, sumpfiges Land. Erstmals wurde Vieland 1297 im Bremischen Urkundenbuch erwähnt. Obervieland ist ein Teilbereich des Vielandes.
Arsten könnte abgeleitet sein von Arsater, also vom Acker. Möglicherweise könnte auch ein Familienname für den Ortsnamen stehen.
Habenhausen wurde niederdeutsch Hobenhusen und bereits im 13. Jahrhundert Habenhusen genannt. Es könnte die Siedlung (husen) des Habe oder Hobe gewesen sein.
Der Name Kattenesch ist die niederdeutsche Form von Katt-Esch. Esch bedeutet Ackerland. Katze ist im Festungsbau die eingedeutschte Bezeichnung der Kat als z. B. Laufgrabenkatze, eine erhöhte Infanterieaufstellung in einem Schützengraben. Die Bremer Stadtbefestigung hatte bis 1666 in Kattenesch und am Kattenthorn seine äußere Verteidigungslinie.
Der Name von Kattenturm leitet sich dann von Kattenesch ab. 1390 heißt es to den Cattenescher torne, also zum Kattenescher Turm.

### Mittelalter
Aus dem 7. bis 8. Jahrhundert wurden erste Spuren, wahrscheinlich von Jägern und Fallenstellern, gefunden. Der Deichbau ermöglicht dauerhafte Siedlungen. Die Besiedlung des Vielandes ist 1158 im Bremer Urkundenbuch (I. S. 46) belegt, als Kaiser Friedrich I. (Barbarossa) den Anbau der Brüche der insula Bremensis zwischen Weser und Ochtum gestattet.
1124 wurde Habenhausen erstmals erwähnt, 1211 dann Arsten, 1280 das Gebiet auf der linken Weserseite als in dem vi'lande, 1297 Kattenesch und 1390 der Turm von Kattenturm (to den Cattenescher torne).
1201 beginnt die Kultivierung der Neuenlander Feldmark, zu der auch das Gebiet Kattenturms gehört.

Der alte Dorfkern Arsten mit der St.-Johann-Kirche (um 1250) ist das Kirchdorf vom Vieland. Wenigstens Teile gehörte im 13. Jahrhundert zur Niedergrafschaft Hoya und Bruchhausen, die Streubesitz im Vieland hatte. 1325 wurde die Arster Kirche erwähnt.
Im 14. Jahrhundert erringt Bremen landesherrliche Rechte auf dem linken Weserufer.
1390 erfolgte die Befestigung des Gebiets mit einem Wehrgraben und Befestigungsbauten. Der Turm von Kattenturm entsteht. Hier war später eine Zugbrücke, eine Zollstelle, eine Poststation und ein Krug; es wohnten nur rund ein Dutzend Leute hier.

### Neuzeit bis 1900

#### Entstehung von Obervieland
Das Obervieland entstand 1598 durch die Teilung des Goh Vieland. Zu Obervieland gehörten die bremischen Dörfer Ahlken, Arsten, Habenhausen, Neuenland, Grolland, Ledense, Kirch-, Mittels- und Brokhuchting, Malswarden, Varrelgraben und Wurtsee.

#### Friede von Habenhausen
Im Streit um die Selbstständigkeit Bremens belagerten 1666 die Schweden von ihrem Habenhausener Hauptquartier aus die Stadt. Der anschließende Friede von Habenhausen bringt eine Einigung. Noch heute ist daher die Schwedenstraße in Habenhausen zu finden.

#### Gut Hemm in Arsten

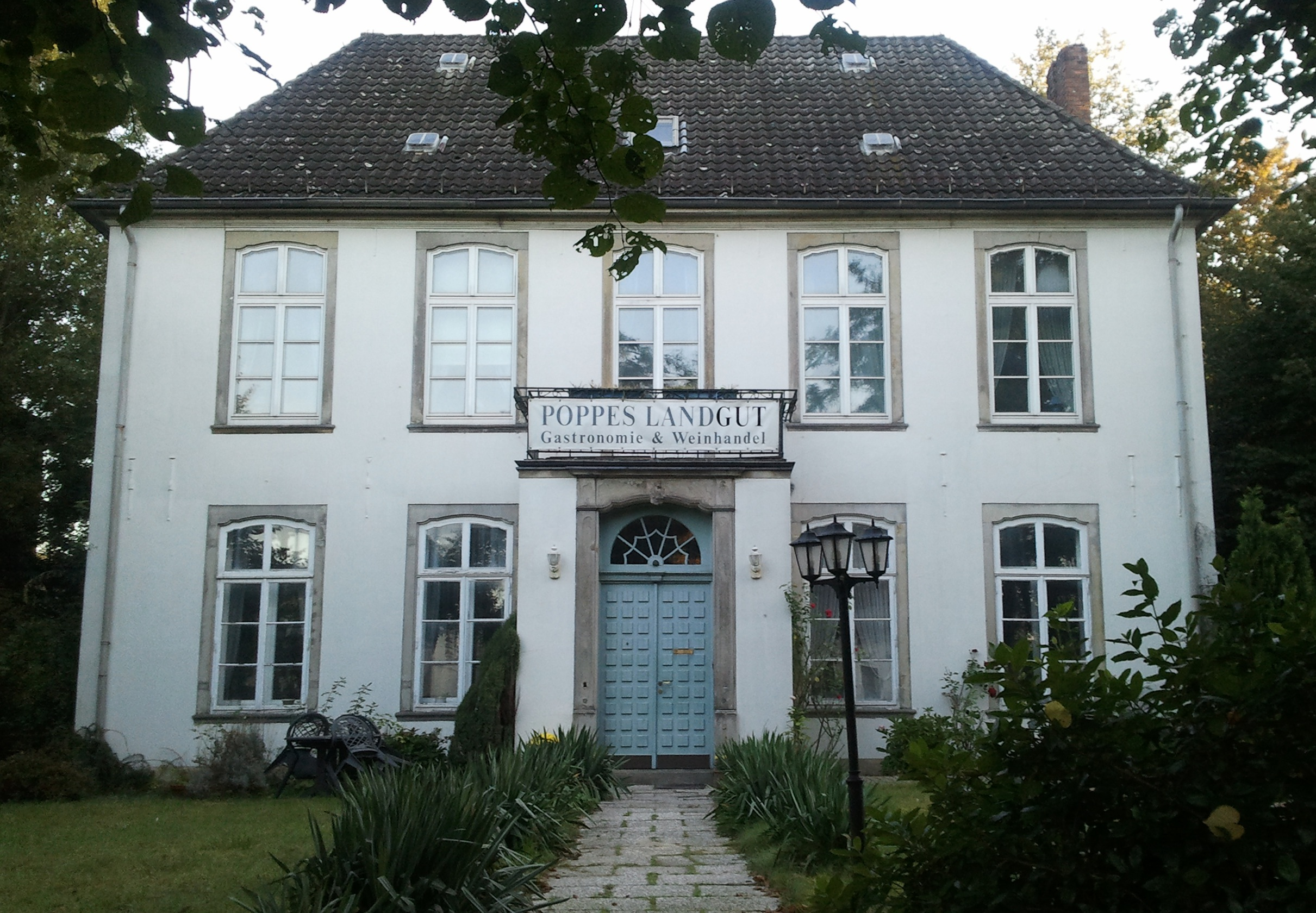
Poppes Landhaus

1611 verkaufte das Kloster Zeven das Adlige Gut Hemm an den Kaufmann Arend Niemann. 1651 erwarb der schwedische Freiherr Alexander Erskein, damals Präsident der schwedischen Herzogtümer Bremen und Verden, das Gut und seine Tochter erbte den Besitz. Sie war verheiratet mit dem schwedischen Landrat Hartwig Christoph von Bülow. 1685 ging der Gutsbesitz über an den schwedischen Offizier Johann Stiedken, dann an seinen geadelten Sohn Johann Ernst von Stietencron. Das Gut wurde 1742 an das Kurfürstentum Hannover verkauft und danach verpachtet. 1822 kaufte Gerke Bosse das Gut, 1938 dann Johann Ellmers und 1968 Gustav Gerling. Das Gutsgelände wurde Bauland und das restliche Gutshaus 1984 abgerissen für den Neubau des Bekleidungsgroßmarktes Adler. Die Arster Hemm ist heute die Bezeichnung einer Straße.

#### Entwicklungen im 18. und 19. Jahrhundert

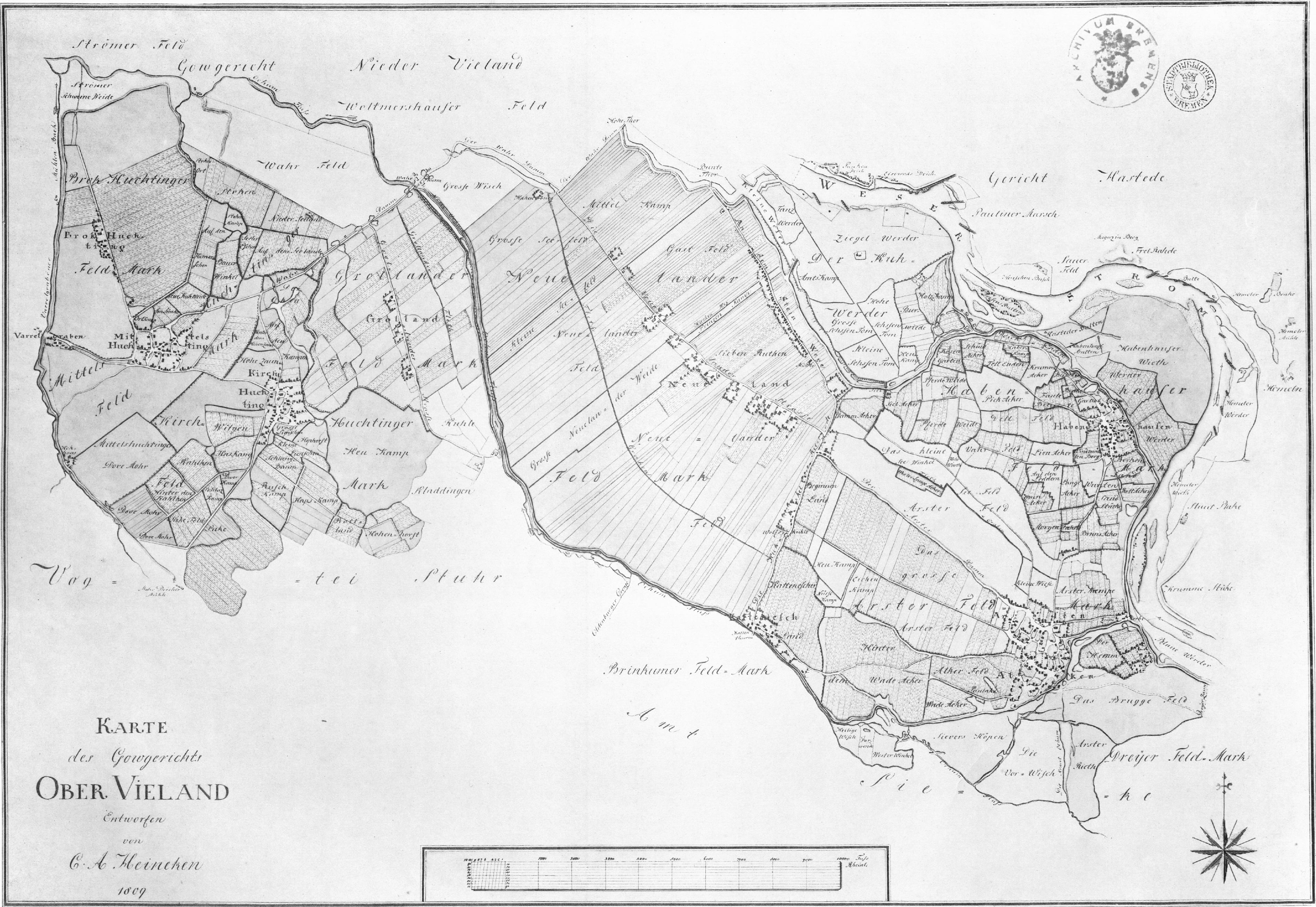
Obervieland 1809

Das Landgut Wolfskuhle an der Kattenturmer Heerstraße wurde 1758 ausgebaut und dort das sogenannte „Franzosentor“ aufgestellt (es befindet sich heute im Focke-Museum).
Um 1770 wurde im Rokoko-Stil Poppes Landhaus am Arsterdamm 10 erbaut.

1799 wurde die Zugbrücke von Kattenturm durch eine feste Brücke ersetzt und 1803 wurde der namensgebende Turm (Kattenthorn) in Kattenesch abgerissen.
1812 beläuft sich die Einwohnerzahl von Habenhausen auf 402, von Arsten (mit Kattenturm) auf 767.

Kattenesch kommt 1888 zur Gemeinde Neuenland.

#### Heimat der Steinsetzer und Straßenbauer
In Arsten und Habenhausen arbeiteten die Bürger nicht nur in der Landwirtschaft. Eine Einnahmequelle für viele Bewohner war das Ziehen, das Treideln von Schiffen auf der Weser.

In Arsten und Habenhausen waren Viele als Steinsetzer und Straßenbauer tätig. Bedeutende Straßenbaufirmen haben hier ihren Ursprung. Soomsteensetten war im 19. Jahrhundert ein Lehrberuf. 1888 wurde der Bremer Steinsetzer-Verein gegründet, ein Vorläufer der Industriegewerkschaft Bau-Steine-Erden.

### Ab 1900
Am Anfang des Jahrhunderts hatte 1905 Habenhausen 1.281 Einwohner und Arsten (ohne Kattenturm) 1.717.

Von 1910 bis 1916 bestand die 3,2 Kilometer lange Bremen-Arster Bahn als Oberleitungsbus von der Kattenturm Heerstraße zur Arster Post.

Von 1920 bis 1930 wurde die Dorfkerne von Habenhausen und Arsten durch Neubaugebiete erweitert.

Die Eingemeindung in das Bremer Stadtgebiet von Kattenesch erfolgte 1921, die von Arsten und Habenhausen 1945.
In den 1950er Jahren waren Arsten und Habenhausen jeweils ein eigener Ortsteil. Das alte Kattenturm im Bereich der Kattenturmer Heerstraße sowie das gesamte südlich angrenzende Kattenesch gehörten beide zum Ortsteil Huckelriede. Jedoch gehörte der überwiegende Teil des heutigen Kattenturm noch zu Arsten, etwa fast der gesamte Arsterdamm, an dem sich bereits eine Bebauung entwickelt hatte. An diese Zugehörigkeit erinnert heute in Kattenturm noch der alte, unverändert gebliebene Straßenname „Im Arster Felde“.
1962 wurde der Stadtteil Obervieland begründet, der seitdem aus den vier Ortsteilen Arsten, Habenhausen, Kattenturm und Kattenesch besteht. Die beiden letztgenannten wurden damals neu gebildet. Die Grenzen wurden neu zugeschnitten und sind seitdem nur noch geringfügig geändert worden. Der städtebauliche Gesamtplan linkes Weserufer sah damals über 16.000 neue Wohnungen in Obervieland vor, der neue Stadtteil sollte Platz für insgesamt 80.000 Einwohner bieten.
Durch den Bau Werderbrücke – seit 1999 Karl-Carstens-Brücke – wurde das Obervieland mit dem rechten Weserufer verbunden. Der in Bremen übliche Name Erdbeerbrücke weist auf den ehemals in Arsten und Habenhausen verbreiteten Anbau von Erdbeeren hin.
Nach dem Weserdurchbruch 1981 vor Habenhausen fanden städtebaulichen Umgestaltungen statt
Seit 2016/17 wird die Gartenstadt Werdersee für rund 600 Wohnungen neben dem Friedhof Huckelriede an der Kleinen Weser geplant.

### Einwohnerentwicklung
| Jahr | Habenhausen | Arsten | Kattenesch | Kattenturm | Obervieland |
| ---- | ----------- | ------ | ---------- | ---------- | ----------- |
| 1812 | 402         | 767    | 52         | ca. 10–15  | 1.231       |
| 1855 | 639         |        | 1823: 34   |            |             |
| 1895 | 1.377       | 1.826  |            |            |             |
| 1905 | 3.169       | 1.717  |            |            |             |
| 1955 | 4.164       | 4.056  |            |            |             |
| 1960 | 3.885       | 3.767  |            |            |             |
| 1962 | 3.770       | 3.750  | 5.700      | 4.600      | 17.820      |
| 1974 | 3.433       |        | 4.032      | 15.274     |             |
| 1999 | 7.973       | 7.352  | 4.855      | 12.638     | 32.818      |
| 2007 |             |        |            | 13.500     | 35.616      |
| 2009 | 8.002       | 9.396  | 5.027      | 13.029     | 35.464      |
| 2015 | 8.157       | 9.494  | 5.301      | 13.117     | 36.069      |

ohne Berücksichtigung von Gebietsveränderungen / Daten für 1895:, für 1962:, für 2015:

## Politik und Verwaltung

### Beirat
Der Beirat Obervieland tagt regelmäßig und in der Regel öffentlich im Bürgerhaus oder in anderen Einrichtungen wie z. B. Schulen. Der Beirat setzt sich aus den auf Stadtteilebene gewählten Vertretern der politischen Parteien oder Einzelkandidaten zusammen. Die Beiratswahlen finden alle vier Jahre statt, zeitgleich mit den Wahlen zur Bremischen Bürgerschaft. Der Beirat diskutiert über alle Belange des Stadtteils, die von öffentlichem Interesse sind, und fasst hierzu Beschlüsse, die an die Verwaltung, die Landesregierung und die Stadtbürgerschaft weitergeleitet werden. Für seine Arbeit bildet er Fachausschüsse. Dem Beirat stehen für stadtteilbezogene Maßnahmen eigene Haushaltsmittel zur Verfügung.
Beiratssprecher ist Stefan Markus (SPD). Sein Stellvertreter ist Hans-Jürgen Munier (Bündnis 90/Die Grünen).

### Ortsamt
Das Ortsamt Obervieland ist eine örtliche Verwaltungsbehörde. Es unterstützt den Beirat bei seiner politischen Arbeit. Es soll bei allen örtlichen Aufgaben, die von öffentlichem Interesse sind, mitwirken. Es wird vom Beirat vorgeschlagenen und vom Senat bestätigten Ortsamtsleiter geführt.
Ortsamtsleiter ist seit November 2016 Michael Radolla.

## Kultur und Sehenswürdigkeiten

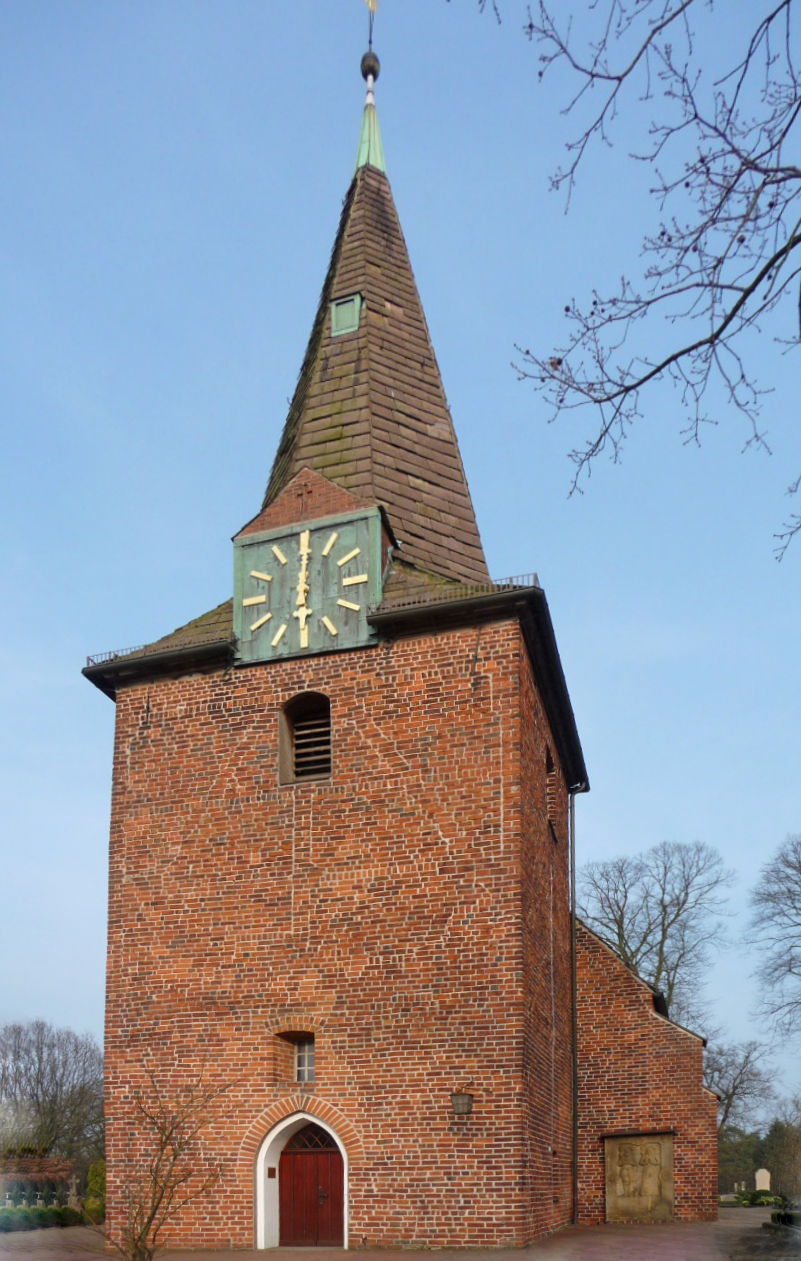
St.-Johannes

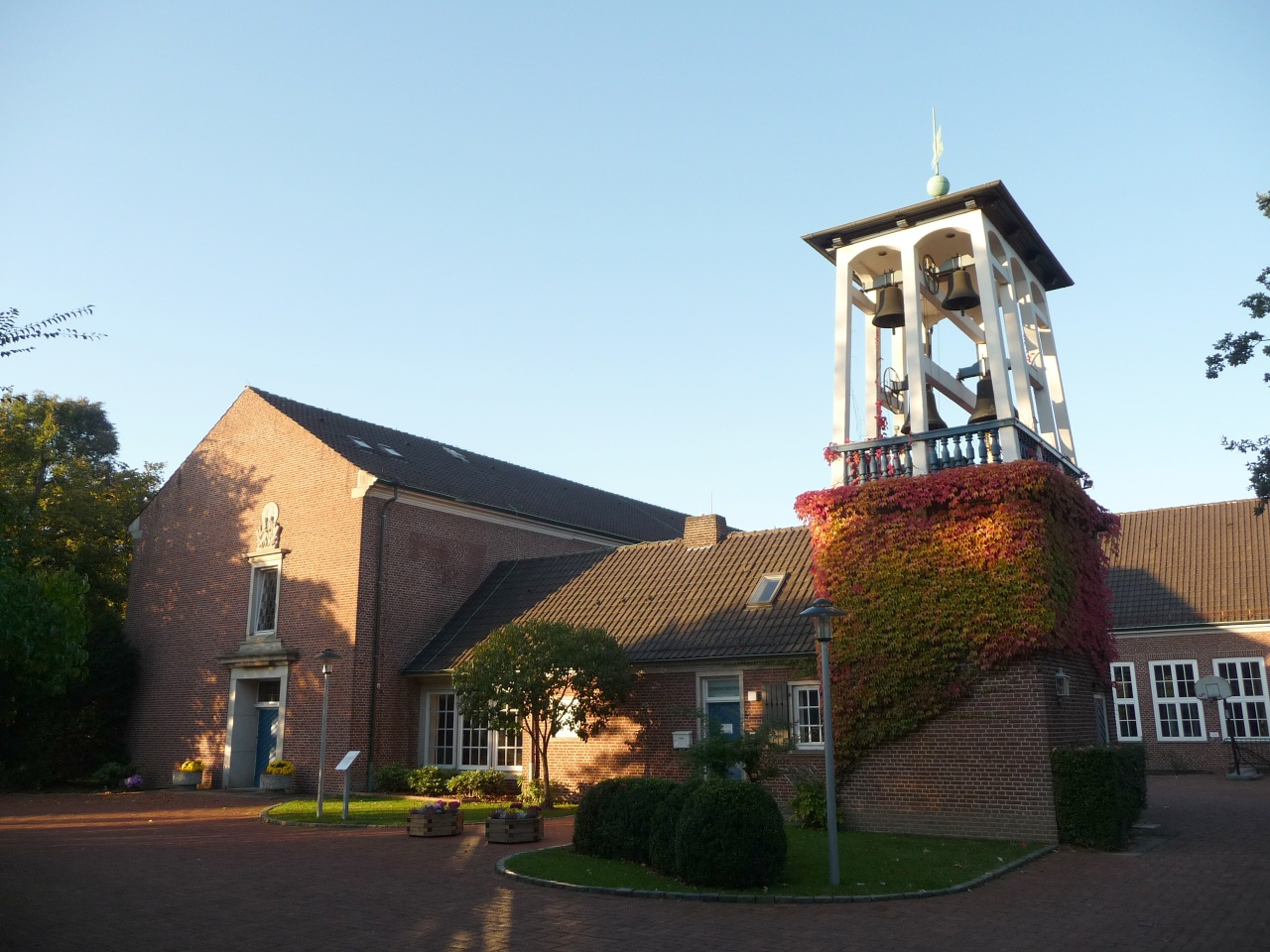
St-Markus

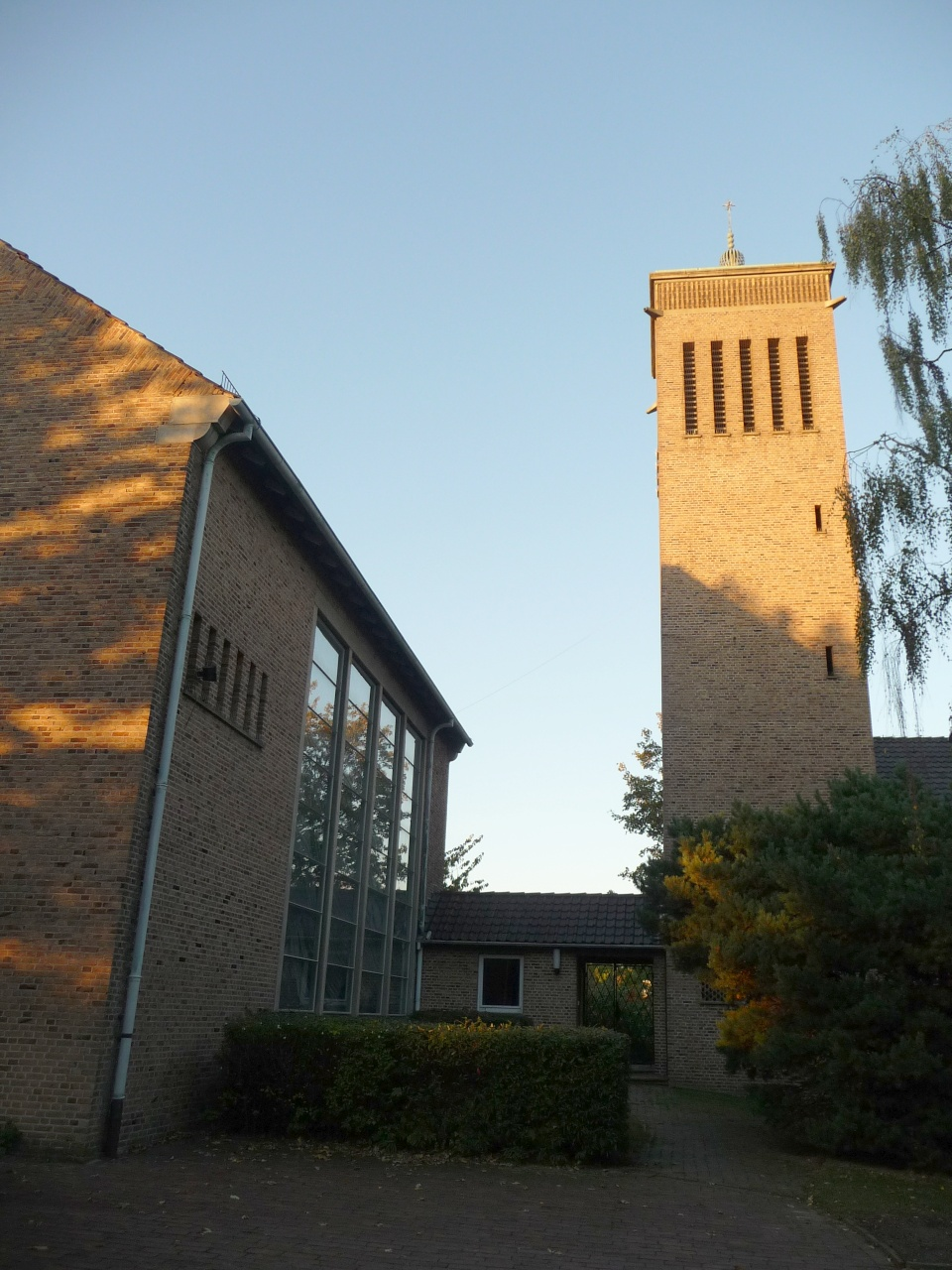
Thomas-Kirche

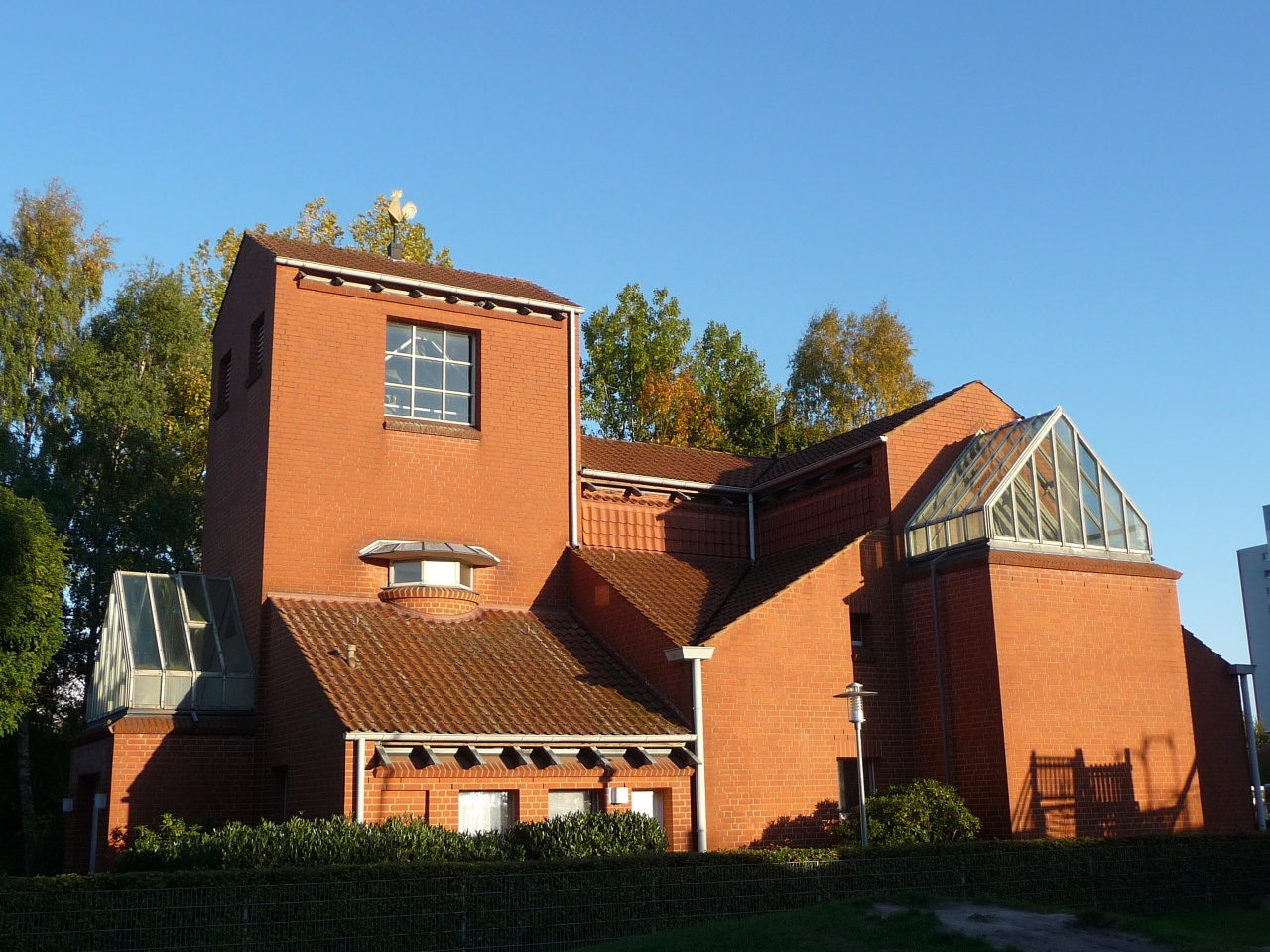
Abraham-Kirche

### Bauwerke
- Ev. Kirche St. Johannis in Arsten an der Arster Landstraße 51 entstand um 1250 (Romanik) und wurde 1899 umgebaut.
- Ev. St.-Markus-Kirche in Arsten, Arster Damm 16, von Architekt Fritz Brandt entstand 1955.[16]
- Ev. Thomas-Kirche in Kattenesch Soester Straße 42 von 1964, Architekt: Fritz Brandt.[17]
- Katholische St. Hildegard-Kirche in Kattenesch, Alfred-Faust-Straße 45, von 1983 wurde von den Architekten Walter Flügger und Gerd Schleuter entworfen:[18]
- Ev. Abraham-Kirche in Kattenturm, Anna-Stiegler-Straße 124, wurde 1984 nach Plänen von Horst Rosengart gebaut.[19]
- Simon-Petrus-Kirche in Habenhausen von 1995 nach Plänen des Architekten Balzer[20] Sie ist die jüngste Kirche in Bremen und beherbergt den ältesten, noch in Gebrauch befindlichen Altarstein des Bundeslandes.
- Poppes Landhaus am Arsterdamm 10 von um 1770
- Die Karl-Carstens-Brücke führt über die Weser. Sie wurde von 1966 bis 1970 gebaut.
- Gasthaus Zur Börse von um 1885 im Stil der Gründerzeit an der Arster Heerstraße 35, Architekt: Hinrich Bothe

### Denkmale, Standbilder und Kunst
- Alfred-Faust-Straße:
  - Skulpturenallee der Bildhauerwerkstatt der Justizvollzugsanstalt Bremen (1987)
  - Obervielander Vergangenheit und Gegenwart von Bert Haffke und  Zoppe Voskuhl de Carneé (1983)
  - Alfred-Faust-Straße 34: Brueghel’scher Bauerntanz von Horst Müller und Wolfgang Michael (1978)
  - Alfred-Faust-Straße 4: Stadtgrundriß – Steingarten von Wolfgang Michael, Almut Blume-Gleim und Elisabeth Grevenbrock – Zimmermann (1983)
  - Alfred-Faust-Straße 4: Steinzeit gegen Betonzeit von Li Portenlänger (1983)
- Arster Damm: Erdbeerpflückerin mit Kind, Skulptur von Peter Lehmann (1982)
- Arster Heerstraße 30: Arster Steinsetzer von Eberhard Szejstecki (1990)
- Brunnsackerweg 2–4 (Schule): Lama von Ulf Schoener (1951)
- Brunnsackerweg 2–4 (Schule): Seehund mit Jungen von Klaus Bücking (1951)
- Cato-Bontjes-van-Beek-Platz: Platzgestaltung von Veronika Maier (1992)
- Gorsemannstraße: Krokodil von der Bildhauerwerkstatt der Justizvollzugsanstalt Bremen (1985)
- Gorsemannstraße 26: Mosaik von Eugenia Schuffert Danu (1986)
- Habenhauser Dorfstraße 38: Skulptur der Bildhauerwerkstatt der Justizvollzugsanstalt Bremen (2000)
- Höxter Straße: Elch von Walter Wadephul (1962)
- Kattenturmer Heerstraße 231: Blütenteppich von Edeltraut Rath (2002)
- Obervieland: Der Kattenturm lüftet sein Geheimnis von Werner Nöfer (1980), nicht mehr vorhanden
- Robert-Koch-Straße 12: Sonnenzeichen von Wolf E. Schultz (1987)
- Senator-Weßling-Straße 1: Atemfiguren von Edeltraut Rath und Christine Meise
- Theodor-Billroth-Straße: Sonne aus Bronze von Paul Halbhuber (1970)
- Wecholder Straße: Skulpturenelement von Ulrike Möhle (2002)[21]

### Parks, Grünzonen, Naturschutzgebiete

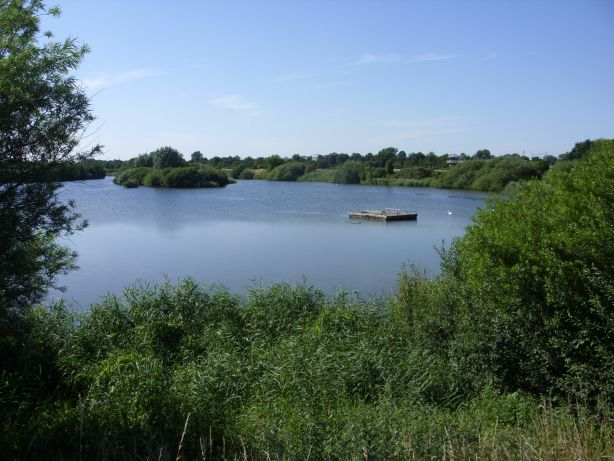
Neue Weser (See)

- Grünzone Kleine Weser und Werdersee und der Badestrand am Werdersee
- Grünzone Habenhauser Deich an der Weser mit dem  34,8 Hektar großen Naturschutzgebiet Neue Weser
- Grünzone Pauliner Marsch in Habenhausen
- Park am Krimpelsee in Habenhausen, der durch die Sandgewinnung für den Autobahnzubringer entstand.
- Grünanlage Arsten Süd-West zwischen den Ortsteilen Arsten und Kattenesch
- Wolfskuhlenpark an der Kattenturmer Heerstraße, 3 Hektar groß, grenzt an den Kleingartenpark Wolfskuhlenweg
- Vogelschutzgebiet Arsten-Habenhausen, 1 Hektar große, oberhalb des Weserwehres.
- Ev. Friedhof Arsten, In der Tränke 24

## Öffentliche Einrichtungen

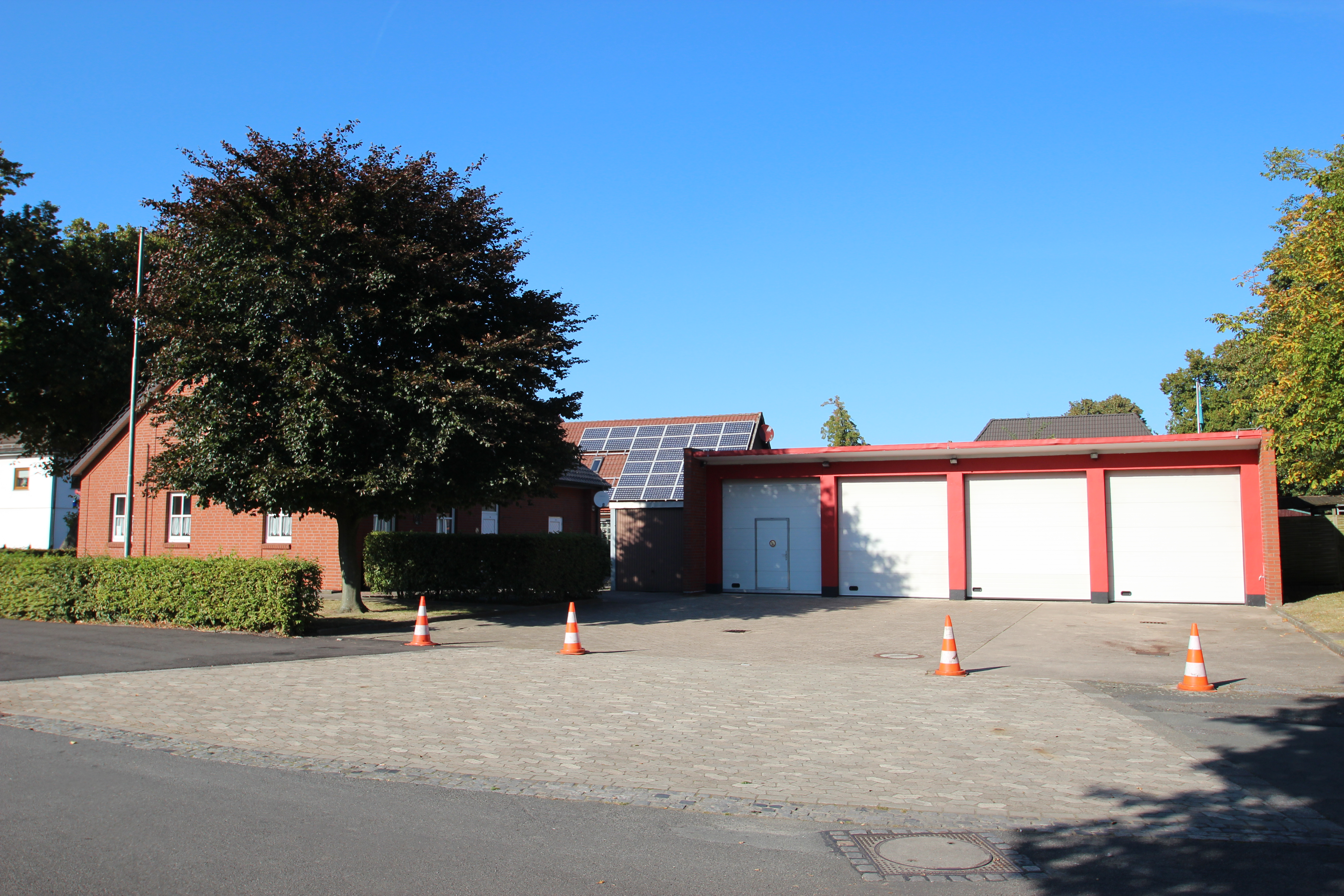
Freiwillige Feuerwehr Arsten

### Allgemein
- Ortsamt Obervieland, Gorsemannstraße 26 in Kattenturm
- Polizeirevier Kattenturm, Gorsemannstraße 24 in Kattenturm
- Freiwillige Feuerwehr Bremen-Arsten, In der Laake 17
- Bürgerhaus Gemeinschaftszentrum Obervieland (BGO) in Kattenturm, Alfred-Faust-Straße 4, ein Bremer Bürgerhaus

### Schulen
- Förderzentrum Obervieland, Theodor-Billroth-Straße 5–7 in Kattenturm
- Grundschule Arsten, Korbhauser Weg 1
- Grund- und Ganztagsschule an der Stichnathstraße in Kattenturm
- Grundschule an der Alfred-Faust-Straße in Kattenesch
- Grundschule am Bunnsackerweg in Habenhausen
- Integrierte Stadtteilschule Obervieland(auslaufend), Alfred-Faust-Straße 6,  Gesamtschule des Sekundarbereiches I als Ganztagsschule
- Gymnasium Links der Weser, Alfred-Faust-Straße 6, (Schulneugründung 2011 aus den alten Schulen Gymnasium Obervieland und Integrierte Stadtteilschule Obervieland)
- Oberschule Habenhausen, Bunnsackerweg 2–4, ist eine Gesamtschule des Sekundarbereiches I
- Bremer Volkshochschule, Regionalstelle Süd in Kattenturm, Theodor-Billroth-Straße 5
- Freie Evangelische Bekenntnisschule Bremen, Steinsetzerstraße 8, eine private Grundschule
- Freie Evangelische Bekenntnisschule Bremen, Habenhauser Brückenstraße 1, eine private Grund-, Haupt-, Real-, Sekundarschule und Gymnasium

### Soziales
- Kindergärten in allen Ortsteilen

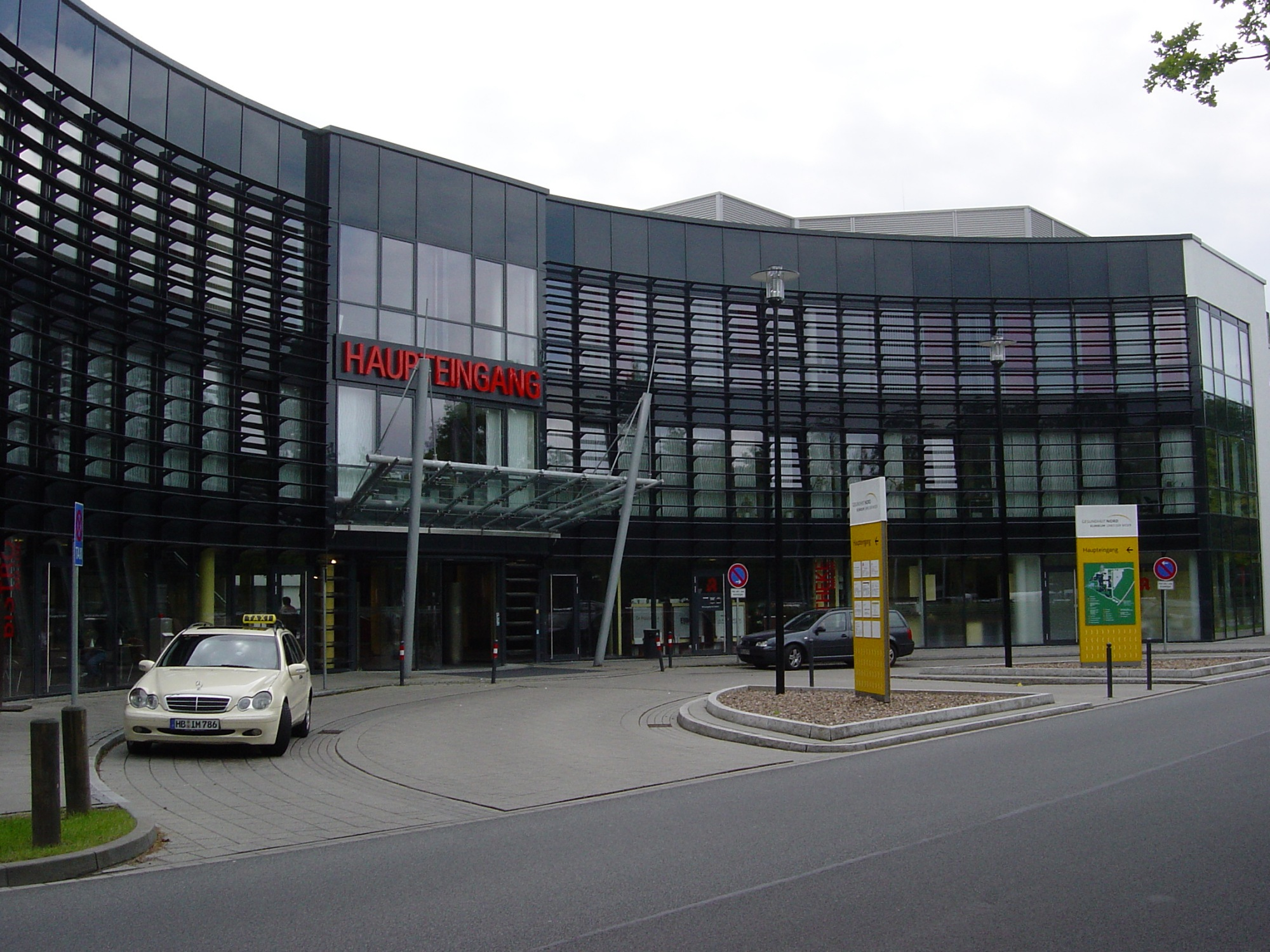
Klinikum Links der Weser

- Jugendclub Kattenturm, Max-Jahn-Weg 13a
- Drei Altenheime mit Altentagesstätten sowie die Servicewohnungen im Haus Obervieland, Alfred-Faust-Straße 23
- Dienstleistungszentren der Paritätische Gesellschaft in Kattenturm, Gorsemannstr. 7–9
- Rehazentrum Bremen in Kattenturm, Senator-Weßling-Straße 1
- Ernährungsberatung Seling-Stoll in Arsten, Philipp-Jahn-Straße 8
- Nachbarschaftshilfen, Selbsthilfegruppen, Kinderhilfen, Frauenhilfen, Männergruppen
- Klinikum Links der Weser in Kattenturm

### Kirchgemeinden
- Evangelisch-freikirchliche Paulus-Gemeinde, Habenhauser Dorfstraße 27–31
- Evangelische Kirchengemeinde Sankt Johannes Arsten-Habenhausen mit der romanischen Kirche St. Johannes in Arsten und der Simon-Petrus-Kirche in Habenhausen
- Evangelische Abraham-Gemeinde in Kattenturm, Anna-Stiegler-Straße 124, Neubau 1980 nach Plänen von Horst Rosengart
- Evangelische St.-Markus-Gemeinde in Kattenturm, Arsterdamm 12–16
- Katholische Kirchengemeinde Sankt Hildegard Kattenesch, Alfred-Faust-Straße 45
- hoop Kirche – Freie Christengemeinde Bremen, Am Mohrenshof 1

### Sport
- Sportanlage Obervieland, Kohlstraße;
- ATSV Habenhausen, Kästnerstraße 35
- Habenhauser Fußballverein, Bunnsackerweg 28
- Radsportverein RKB Arsten, Heukämpendamm 24
- Radsport-Club RSC Rot-Gold Bremen, Herweghstraße 24
- TuS Komet Arsten, Egon-Kähler-Straße 31; die Gebäude und Hallen wurden 1998 nach Plänen von Hartmut Stechow und Ulrich Tilgner gebaut.[22]

## Wirtschaft und Verkehr

### Wirtschaft
Im Stadtteil Obervieland befinden sich überwiegend Wohnquartiere.

Folgende Gewerbegebiete befinden sich im Stadtteil:
- Gewerbegebiet Arsterdamm am Autobahnzubringer Arsten in Kattenturm.
- Gewerbegebiet Arsten beim Mühlendamm/Carsten-Dreßler-Straße
- Gewerbegebiet Habenhausen mit vielen Einkaufszentren u. a. das Werder Karree.
- Größter Arbeitgeber ist das Krankenhaus Links der Weser in Kattenturm an der Senator Weßling-Straße

Wochenmärkte bestehen in den Ortsteilen Habenhausen (Anna-Seghers-Straße) und Kattenturm (Anna-Stiegler-Straße).

### Verkehr

#### ÖPNV
Folgende Stadtbahn- und Buslinien der Bremer Straßenbahn AG (BSAG) durchqueren Obervieland.
- Stadtbahnlinie 4 (nachts N4): Arsten – Kattenturm – Huckelriede – Neustadt – Mitte – Schwachhausen – Horn – Borgfeld – Lilienthal (Falkenberg)
- Buslinie 22: Kattenturm – Habenhausen – Schwachhausen – Universität-Ost
- Buslinie 26: Kattenturm – Arsten – Habenhausen – Huckelriede – Neustadt – Mitte – Findorff – Walle – Überseestadt-Nord
- Buslinie 27: Brinkum-Nord – Kattenesch – Kattenturm – Huckelriede – Neustadt – Mitte – Weidedamm-Nord
- Buslinie 29: Kattenturm (– Hemelinger Häfen) – Sebaldsbrück – Mercedes-Benz – Neue Vahr-Nord
- Buslinie 52: Huchting – BSAG-Zentrum – Flughafen Bremen – Kattenturm
- Nachtbuslinie N9: Huckelriede – Kattenensch – Kattenturm – Arsten – Habenhausen – Huckelriede – Neustadt – Mitte – Schwachhausen – Neue Vahr-Nord

Weitere Regionalbuslinien halten in und um Obervieland an:
- Buslinie 101: Bassum – Seckenhausen – Brinkum – Huckelriede – Bremen Hbf
- Buslinie 102: (Hoya – Bruchhausen-Vilsen –) Syke – Melchiorshausen – Brinkum – Huckelriede – Bremen Hbf
- Buslinie 120: Kirchweyhe – Leeste – Brinkum – Huckelriede – Bremen Hbf
- Buslinie 121: Kirchweyhe – Dreye – Huckelriede – Bremen Hbf
- Buslinie 750: Morsum – Thedinghausen – Dreye – Huckelriede – Bremen Hbf
- Nachtbuslinie N12: Kirchweyhe – Leeste – Brinkum – Huckelriede – Bremen Hbf

#### Straßen
Obervieland kann erreicht werden
- über die Autobahn A 1, Abfahrten HB-Arsten und Brinkum,
- über die Autobahn A 28 von Oldenburg via Bundesstraße 75 von Huchting über die Autobahn A 281,
- über die Autobahn A 27 von Bremen-Nord und Bremerhaven, Abfahrt HB-Überseestadt, über die Bundesstraße 6 bzw. B 75 und die A 281.

Die Haupterschließungstraßen sind zudem die Kattenturmer Heerstraße (Bundesstraßen 6 und 52), die Habenhauser Brückenstraße über die Weser, Arsterdamm, Arster Heerstraße und Arster Landstraße, Alfred-Faust-Straße und Theodor-Billroth-Straße.

#### Rad- und Wanderwege
An der Weser und der Kleinen Weser und vorbei am Werdesee führt auf dem Deich ein durchgehendes Wegesystem von der Neustadt nach Habenhausen. Vom Habenhauser Deich führt eine Wegeverbindung nach Kattenesch (Sportanlage), dann an der Ochtum nach Huchting.

## Persönlichkeiten
- Sandra Ahrens (* 1974), CDU-Abgeordnete der Bremischen Bürgerschaft
- Winfried Brumma (* 1952), SPD-Abgeordneter der Bremischen Bürgerschaft
- Hermann Colshorn (1853–1931), geboren in Kattenturm, Politiker (DHP), Mitglied der Weimarer Nationalversammlung und Reichstagsabgeordneter von 1903–1924
- Hinrich Dickhut (1890–1972), Arster-Gemeinderat von 1921 bis 1933 (SPD), von 1945 bis 1962 Bürgermeister bzw. Ortsamtsleiter in Arsten und ab von 1959 auch in Habenhausen, sowie 1962 von Obervieland (Dickhutweg), danach bis 1968 Beiratsmitglied.
- Johann Dickhut (1912–1993), SPD-Abgeordneter der Bremischen Bürgerschaft
- Oskar Drees (1889–1968), Lehrer und Schulleiter in Habenhausen und Arsten, Politiker (SPD), Abgeordneter der Bremischem Bürgerschaft, Vorsitzender des Landessportbundes Bremen
- Heinrich Drewes (1855–1936), Lehrer an der Schule zu Arsten (Heinrich-Drewes-Straße)
- Jacob Ludwig Föhl (1838–1913), Organist in Arsten, Lehrer und Oberlehrer in Habenhausen (Föhlstraße).
- Sigrid Grönert (* 1959), CDU-Abgeordnete der Bremischen Bürgerschaft
- Joachim Hincke (16. Jahrhundert), Domdechant in Bremen, Besitzer von Gut Kattenesch ab 1575
- Johann Ludewig (1882–1962), SPD-Abgeordneter der Bremischen Bürgerschaft
- Hede Lütjen (1938–1983), geboren in Habenhausen, Politikerin (SPD) und Senatorin für Umweltschutz
- Klaus Möhle (* 1952), SPD-Abgeordneter der Bremischen Bürgerschaft
- Carl Friedrich Gottfried Mohr (1803–1888), Bürgermeister von Kattenturm (1857–1873), Senator und Bürgermeister von Bremen, Besitzer von Gut Wolfskuhle
- Albert Müller (1915–1991), Ortsamtsleiter von Obervieland, Politiker (SPD) und Senator.
- Dierk Töbelmann (1888–1959), in den 1920er Jahren Gemeindevorsteher in Arsten, 1920 und von 1946 bis 1951 Mitglied der Bremischen Bürgerschaft (USPD, SPD).